# Yang Jisheng (Journalist)

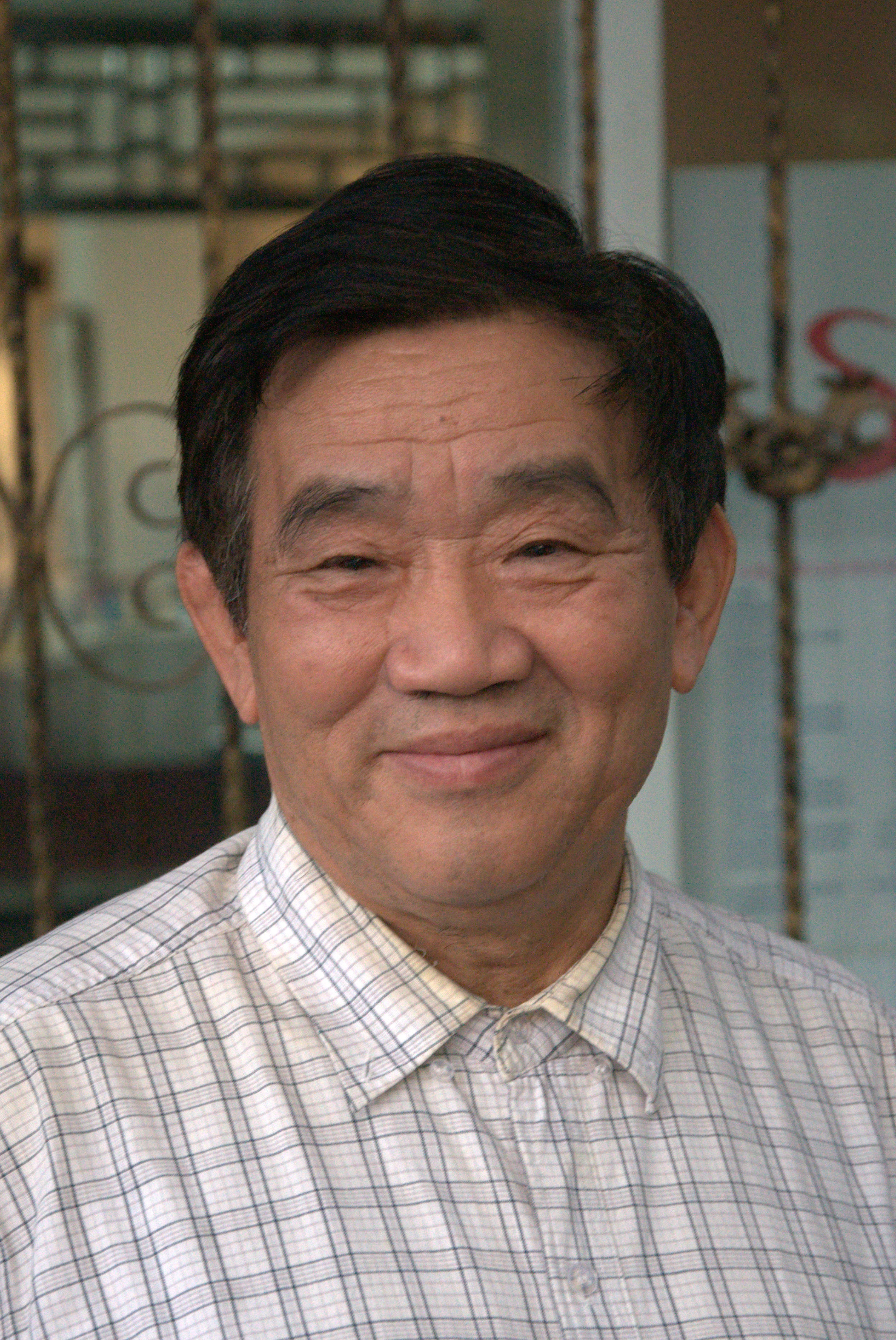
Yang Jisheng (2010)

Yang Jisheng (chinesisch 楊繼繩 / 杨继绳, Pinyin Yáng Jìshéng; * November 1940) ist ein chinesischer Journalist, der in Peking lebt. 

## Leben
Yang Jisheng studierte an der Tsinghua-Universität in Peking. Er wurde 1964 Mitglied der Kommunistischen Partei Chinas. Nach Beendigung des Studiums wurde er 1966 Journalist und Propagandist des kommunistischen Regimes bei der staatlichen  Nachrichtenagentur Xinhua, für die er bis 2001 arbeitete. Danach war er bis 2008 Herausgeber eines chinesischen Geschichtsmagazins und veröffentlichte mehrere Bücher. Das Buch über die Reformära und das Tian’anmen-Massaker enthält auch drei Interviews mit Zhao Ziyang, die er mit ihm in dessen Hausarrest führte. Eine Sammlung seiner Reportagen erschien 2010.  Die Universität Hongkong gewann ihn 2007 als Visiting Fellow für ihre Journalistenausbildung und als Co-Autor einer Publikation.
Ende der 1980er Jahre begann er insgeheim mit Recherchen über die Hungersnot und das Massensterben in der Zeit des Großen Sprungs nach vorn in China zwischen 1958 und 1962. Als hochgestellter staatlicher Journalist hatte er in den Provinzen Chinas Zugang zu Fachleuten und Archiven, deren lokale Statistiken und Untersuchungen er zu einer Schätzzahl von 36 Millionen Verhungerten aggregierte. Für Yang Jisheng liegen die Ursachen in der seinerzeitigen chinesischen Politik, während die offizielle Politik auch heute noch von Naturkatastrophen als Ursache spricht. Yang Jishengs Monographie erschien 2008 in Hongkong und wurde 2012 ins Deutsche übersetzt. Der Titel Grabstein soll auch an seinen Vater erinnern, der 1959 eines der Opfer war.

## Schriften
- Grabstein – Mùbei. Die große chinesische Hungerkatastrophe 1958–1962. Aus dem Chinesischen von Hans Peter Hoffmann. S. Fischer Verlag, Frankfurt am 2012, ISBN 978-3-10-080023-7.